# Schottenstift
Das Schottenstift (eigentlich: Benediktinerabtei Unserer Lieben Frau zu den Schotten; auch Schottenkloster Wien, oder Benediktinerabtei Schotten) ist ein Benediktinerkloster im 1. Wiener Gemeindebezirk Innere Stadt, an der Freyung 6. Es wurde im Jahr 1155 gegründet, als Herzog Heinrich II. Jasomirgott iro-schottische Benediktinermönche nach Wien berief, und gehört seit 1625 zur Österreichischen Benediktinerkongregation. Die Klosterkirche der Abtei ist die Schottenkirche.

## Geschichte

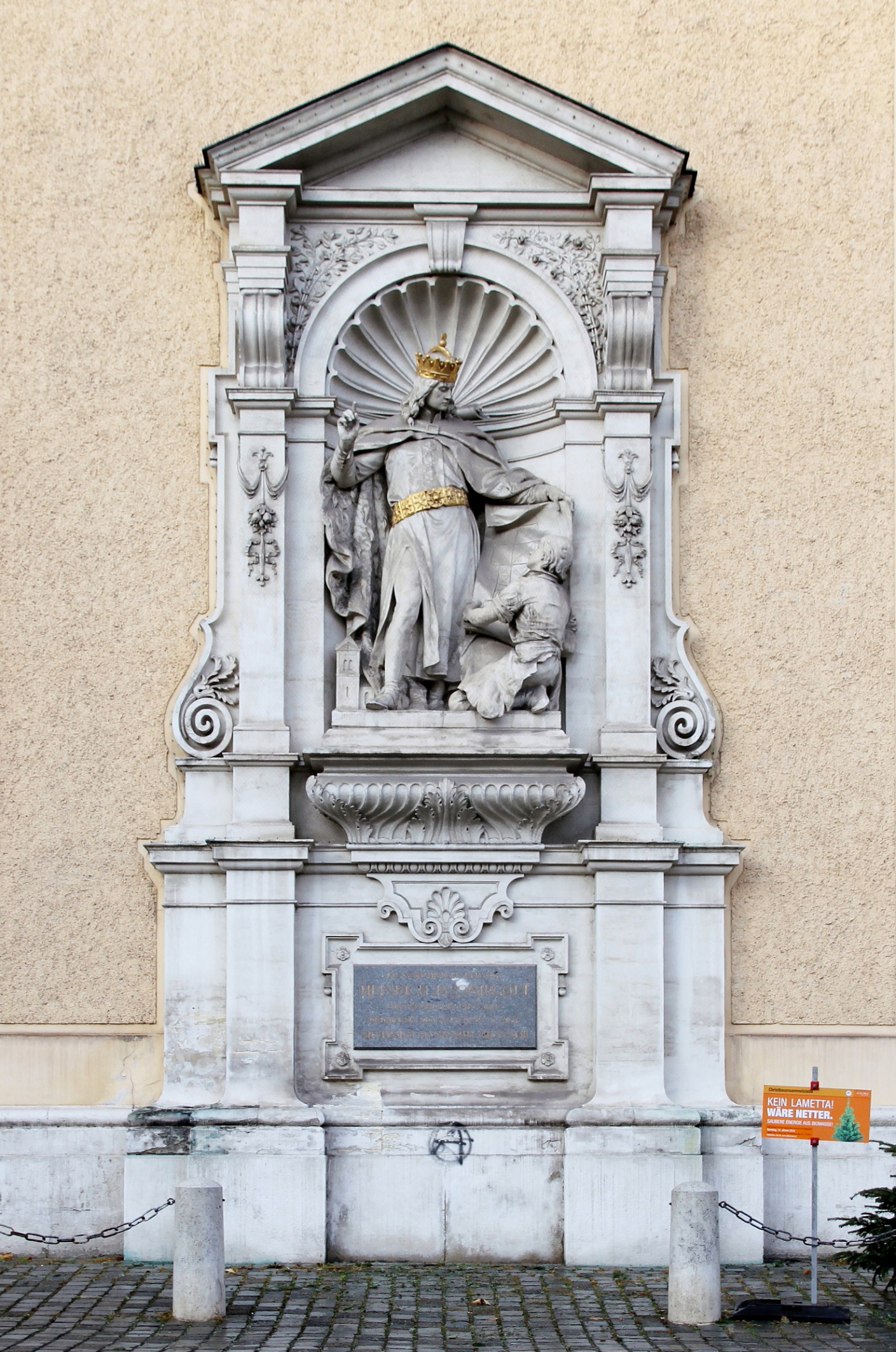
Denkmal für Heinrich Jasomirgott an der Außenseite der Schottenkirche

### Iro-schottische Zeit
Der Babenberger Heinrich II. Jasomirgott, der nicht nur Markgraf von Österreich, sondern auch Herzog von Bayern war, verlegte, bevor er im Jahr 1156 mit dem Privilegium Minus zum Herzog von Österreich erhoben wurde, seine Residenz von Klosterneuburg nach Wien und benötigte dafür ein Kloster. Im Mittelalter waren die Klöster nicht nur Stätten des Gebets, sondern vor allem Träger und Bewahrer des Wissens. Eine Klostergründung brachte dem Herrscher Sachkenntnis und Erfahrungswissen für seine Verwaltung (z. B. Schulen, die kompetente Schreiber ausbildeten), eine Bibliothek, ein Hospital, Baumeister, Fachleute und Priester für den Gottesdienst in der neuen Residenzstadt. So berief er iro-schottische Mönche, die er in Regensburg im Kloster St. Jakob kennengelernt hatte, nach Wien.
Heinrich II. sicherte den Mönchen in der Stiftungsurkunde ausdrücklich zu, nur Iro-Schotten zu berufen („Solos elegimus scottos“), stattete das neue Kloster mit umfassenden Besitzungen und Privilegien aus und bestimmte das Stift zu seiner Grabstätte. Zur Stiftungsdotation zählten in Wien die Kapellen von St. Ruprecht, St. Peter und Maria am Gestade, die Kapelle von St. Stephan in Krems, die Hl. Kreuz-Kapelle in Tulln, die St. Kolomann-Kapelle in Laab sowie die Pfarrkirchen von Pulkau und Eggendorf. Die Mönche erbauten ihr Kloster noch außerhalb der Stadtmauern des damaligen Wiens. Sie errichteten auch ein Hospiz für Pilger und Kreuzritter auf dem Weg nach Jerusalem, die oft durch Wien kamen.
Der Bau der Schottenkirche wurde 1155 begonnen; sie wurde 1200 geweiht. Es handelte sich bei der ersten Kirche um eine dreischiffige romanische Pfeilerkirche mit einer Apsis. Im Jahr 1177 starb Heinrich II. Jasomirgott und wurde in der Schottenkirche bestattet.
Bereits Mitte des 13. Jahrhunderts scheinen die Schottenäbte die Pontifikalien verwendet zu haben. Eine förmliche Verleihung des Rechts zu ihrem Gebrauch datiert ins Jahr 1287.
Die Bedeutung der Schotten für den Wiener Hof drückt sich unter anderem in der häufigen Zeugenschaft von Schottenäbten in herzoglichen Urkunden aus. Eine Schreibschule gab es im Schottenstift nachweislich ab 1310. Auch an der Wiener Universität, die 1365 gegründet wurde, beteiligten sich die Schotten; so war etwa Abt Donaldus (1380–1392) ihr achter Rektor.

### Deutschsprachiges Schottenkloster

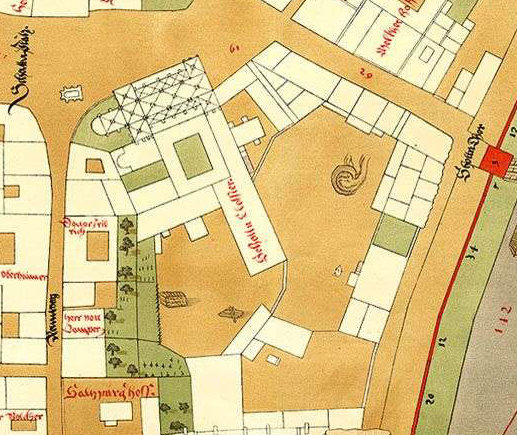
Schottenkloster im Stadtplan von Bonifaz Wolmuet, 1574

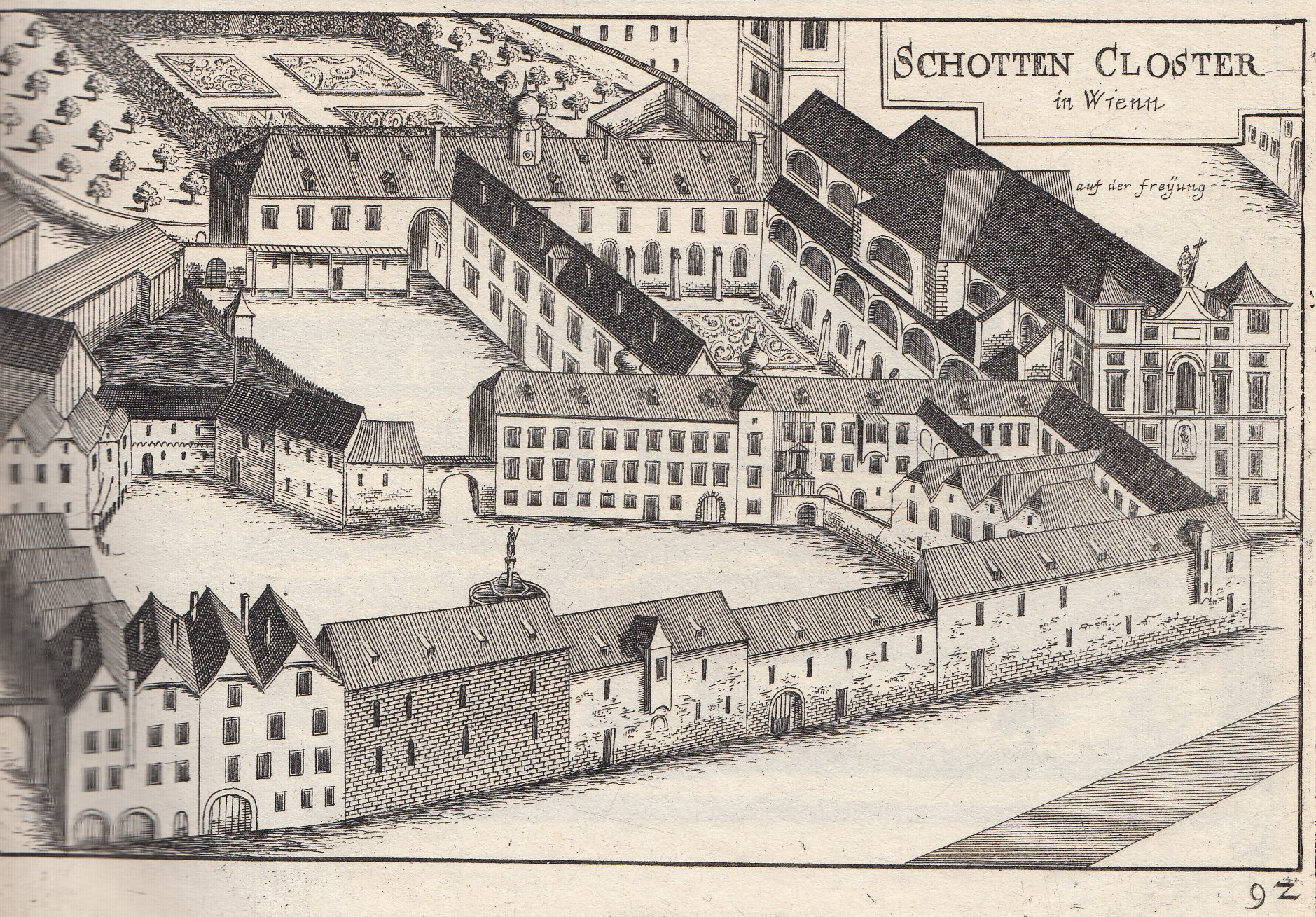
Schottenkloster auf einem Kupferstich von Georg Matthäus Vischer, 1672

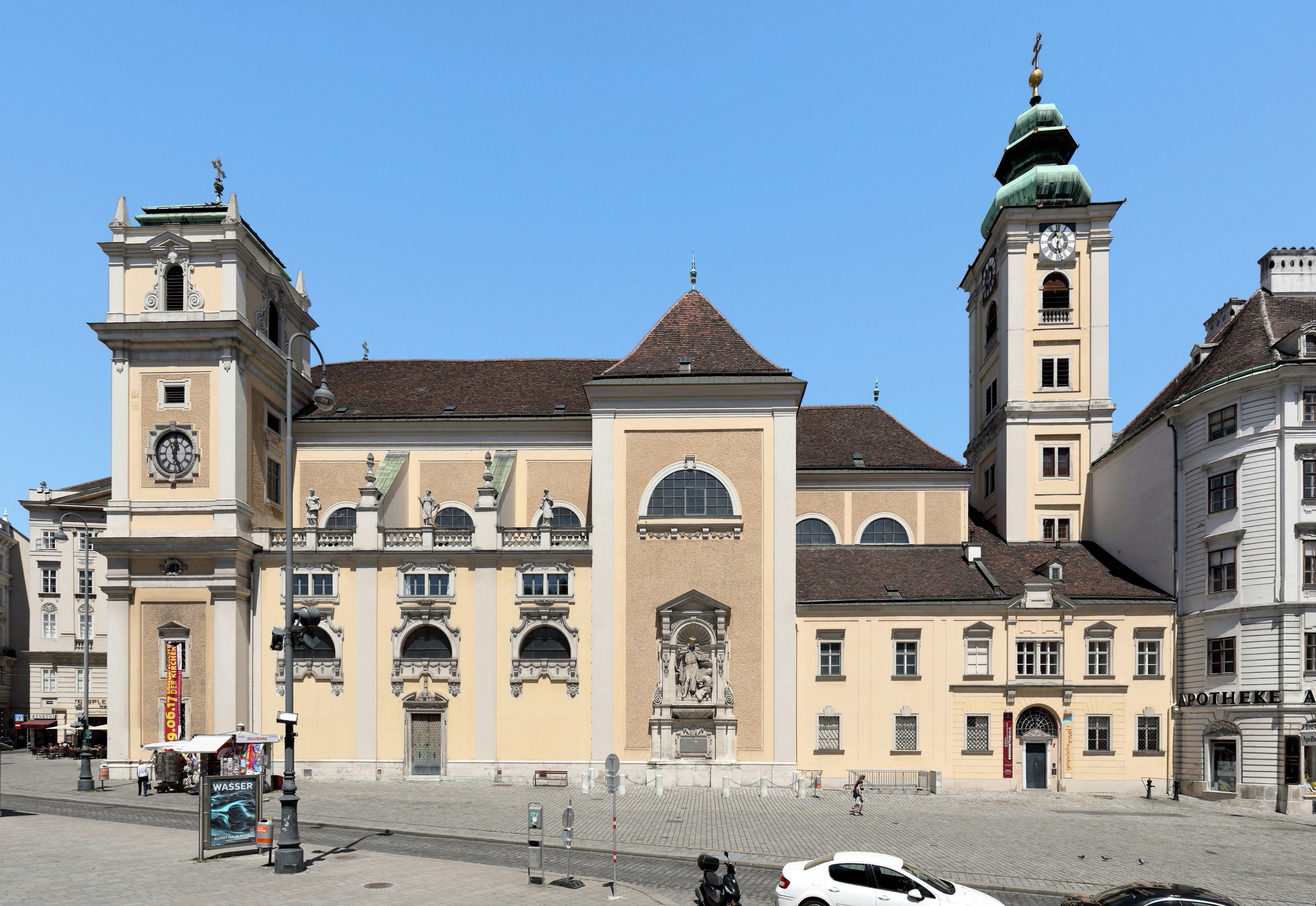
Die Schottenkirche auf der Freyung

1418 entzog Herzog Albrecht V. im Zug der Melker Reform den Iro-Schotten, die unter geringer klösterlicher Disziplin und Personalmangel litten, das Kloster und siedelte deutschsprachige Benediktiner an. Die Bezeichnung Schotten blieb aber erhalten. Das Schottenstift wurde im 15. Jahrhundert zu einem wichtigen Zentrum der Reform.
Während der Ersten Türkenbelagerung quartierten sich Söldner im Schottenstift ein und plünderten Kirche, Bibliothek und Archiv. Die Zeit der Reformation war auch für die Schotten keine leichte; trotzdem blieb das Schottenkloster durchgehend bestehen und führte auch weiterhin eine Schule. In der zweiten Hälfte des 16. Jahrhunderts wurden sogar einige Schottenpatres als Äbte in andere Klöster postuliert. Besondere Bedeutung erlangten in dieser Zeit die verschiedenen an der Schottenkirche beheimateten Bruderschaften, unter denen die Sebastianibruderschaft die wichtigste war.
Das 17. Jahrhundert war im Schottenstift wie an vielen anderen Orten auch eine Zeit der Bautätigkeit. Ab 1638 wurde die Schottenkirche in Etappen neu errichtet, danach begann man mit dem Umbau der Schottenhöfe. Im ersten Hof wurde 1652 der von Sebastian Wagner stammende Heinrich-Jasomirgott-Brunnen mit der Statue des Gründers errichtet. Diese Bauarbeiten sowie durch die Zweite Türkenbelagerung erlittene Schäden an seinen Besitzungen führten zu großen finanziellen Problemen des Klosters. Um die Landwirtschaft wieder anzukurbeln, wurde das bereits seit dem 12. Jahrhundert den Schotten gehörende Gut in Breitenlee neu kultiviert; es bildet auch heute noch eine wichtige Grundlage für die Landwirtschaft des Stiftes.
1702 wurde dem Schottenstift die von den Türken zerstörte ungarische Abtei Telki samt den Dörfern Telki, Jenö (heute Budajenö) und Páty einverleibt. Bis zur Abtretung der Abtei 1881 führten die Schottenäbte daher zwei Mitren in ihren Wappen.
Abt Karl Fetzer (1705–1750) war in der Lage, die finanziellen Sorgen des Klosters zu mindern; gleichzeitig war er ein großer Förderer von Kunst und Wissenschaft. 1715 gründete er ein Gymnasium, an dem weltliche Schüler die philosophischen Kurse besuchen durften; dieses musste aber bereits 1741 wieder aufgelöst werden. Abt Benno Pointner (1765–1807) gelang es, die Aufhebung des Klosters im Josephinismus zu verhindern. In diesen Zusammenhang fällt auch die Inkorporation zahlreicher Pfarren. 1773/74 wurde auf dem Areal des aufgelassenen Friedhofs ein neues Prioratshaus mit Schule von Andreas Zach errichtet. Da es in der Form an eine Kommode erinnert, hieß es im Volksmund bald Schubladkastenhaus. Anfang des 19. Jahrhunderts verkauften die Schotten große Teile ihrer Besitzungen in den heutigen Wiener Gemeindebezirken Neubau und Josefstadt, vor allem in Schottenfeld und Breitenfeld, um Platz für den Ausbau der dortigen Vorstädte zu schaffen.
Unter Abt Andreas Wenzel (1807–1831) wurde 1807 durch kaiserliches Dekret das Schottengymnasium gegründet, heute eines der letzten humanistischen Gymnasien Österreichs.
Von 1826 bis 1832 wurden die Schottenhöfe, der ausgedehnte Gebäudekomplex um das Stift, von Joseph Kornhäusel umgestaltet und das schon stark baufällige Konventgebäude abgerissen und neu errichtet. Dabei wurde unter anderem der mittelalterliche Kreuzgang zerstört. Die Kaisersteinbrucher Steinmetzmeister erhielten große Aufträge, unter anderem für lange Antrittsstufen im Konventsgebäude und zwei mit Bodenplatten ausgelegte große Treppen, die allesamt aus dem glattpolierten Kaiserstein mit durchscheinenden Farbeinschlüssen gefertigt wurden. 1858 wurde die bereits 1825 von Peter Nobile entworfene Schwarze Muttergottes-Statue im Konventgarten aufgestellt. Im zweiten Hof entstand 1874 der Delphinbrunnen. Abt Ernest Hauswirth (1881–1901) ließ die Schottenkirche restaurieren und teilweise umgestalten, an der Fassade der Kirche ein Monument zu Ehren des Stiftsgründers Heinrich II. Jasomirgott errichten und diesen in der Krypta in einen neuen Sarkophag umbetten.
Da eine seit 1924 angeordnete Klosterreform nicht ordentlich durchgeführt worden war, wurde 1930 das Schottenstift visitiert, der regierende Abt Amand Oppitz (1913–1930) zum Rückzug bewogen und der junge Mönch Hermann Peichl zum Abtkoadjutor ernannt. Nach der förmlichen Resignation seines Vorgängers wurde Peichl 1938 Abt des Schottenstiftes (1938–1966). Während des Zweiten Weltkriegs wurden die meisten jungen Schottenmönche zum Wehrdienst eingezogen. Der Schottenkonvent hatte in dieser Zeit schwere Verluste zu verzeichnen. Von 1949 bis 1966 betreuten Patres des Schottenklosters das Priorat Mariazell. 1960 ließ Peichl die Krypta der Schottenkirche umgestalten. Unter seinem Nachfolger Bonifaz Sellinger (1966–1988) wurden Teile des alten romanischen Kirchenbaus freigelegt und das Gästehaus des Stiftes, das Benediktushaus, eröffnet. Abt Heinrich Ferenczy (1988–2006) entfaltete eine rege Bau- und Umgestaltungstätigkeit in Kirche, Krypta und Gymnasium. Aktuell gehören zur Schottenabtei 13 Mönche. (Stand Jänner 2021)

## Bedeutende Personen

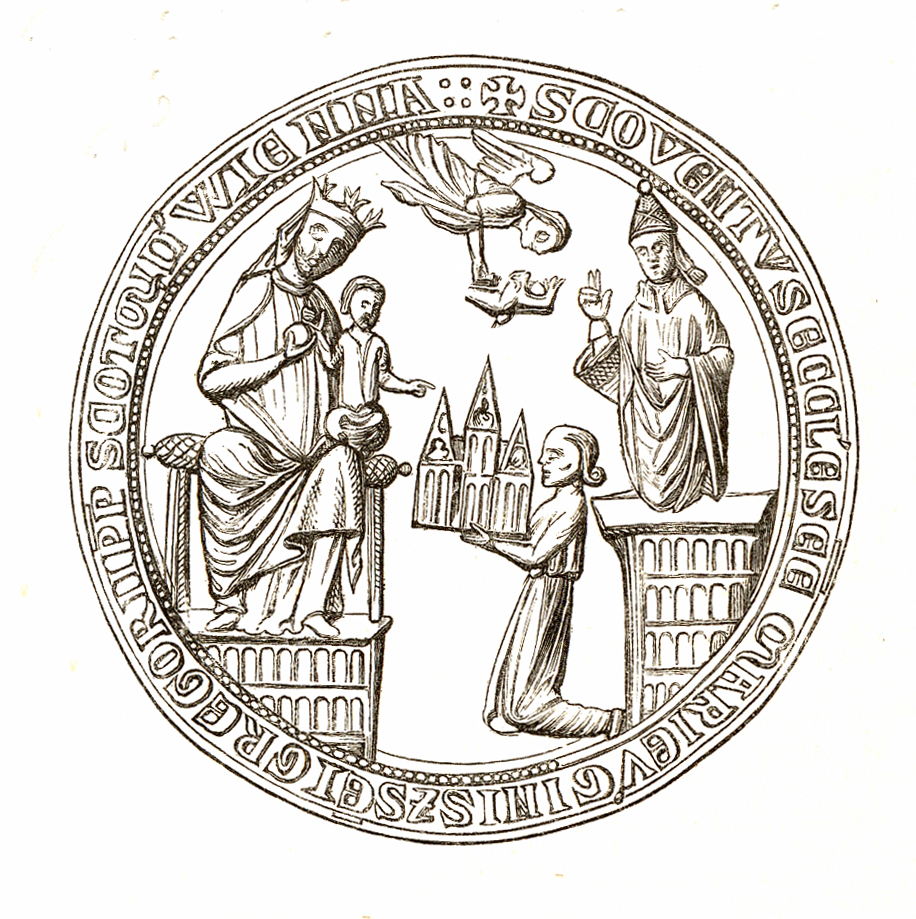
Mittelalterliches Konventsiegel des Schottenstiftes

Siehe auch: Liste der Äbte des Schottenstifts
Viele Äbte und Mönche des Schottenstifts waren herausragende Persönlichkeiten ihrer Zeit. Abt Donaldus (1380–1392) war achter Rektor der Universität Wien. Die ersten deutschsprachigen Äbte Nikolaus von Respitz (1418–1428), Johannes von Ochsenhausen (1428–1446) und Martin von Leibitz (1446–1461) wirkten als wichtige Akteure der Melker Reformbewegung. Abt Benedictus Chelidonius (1518–1521) war ein gelehrter Humanist und Dichter. Die Äbte Augustin Pitterich (1608–1629), Johann Walterfinger (1629–1641) und Johann Schmitzberger (1669–1683) waren allesamt Weihbischöfe von Wien. Die Äbte Andreas Wenzel (1807–1831) und Sigismund Schultes (1832–1861) waren ebenfalls Rektoren der Wiener Universität. Politisch besonders aktiv war Abt Othmar Helferstorfer (1861–1880), unter anderem als Landmarschall von Niederösterreich. Von Abt Ernest Hauswirth, einem Historiker, stammen die auch heute noch maßgeblichen Werke zur Stiftsgeschichte. Abt Hermann Peichl war Präsident der Wiener Katholischen Akademie, die Äbte Bonifaz Sellinger und Heinrich Ferenczy beide Erste Vorsitzende der Österreichischen Superiorenkonferenz.
Auch einige Mönche des Stiftes hatten Funktionen an der Universität Wien inne. Der Philologe Meinrad Lichtensteiner und der Pastoraltheologe Anselm Ricker waren Rektoren der Universität. Dekane der Katholisch-Theologischen Fakultät waren neben Ricker auch der Dogmatiker Adrian Gretsch, der Orientalist Andreas Oberleitner, der Philologe Paul Hofmann sowie die Kirchenhistoriker Bernhard Wagner und Cölestin Wolfsgruber; Dekan der philosophischen Fakultät war neben Lichtensteiner der Naturwissenschaftler Sigismund Gschwandner. Weitere Universitätslehrende in Wien waren der Philosoph Vincenz Knauer und zuletzt der Alttestamentler Georg Braulik. Der Bibelwissenschaftler Friedrich Wagl war Rektor der Universität Graz.
Von den Patres, die am Schottengymnasium unterrichteten, waren einige ebenfalls wissenschaftlich tätig. Zu ihnen zählen der Historiker Albert Hübl, die Philologen Maurus Schinnagl, Heinrich Maschek und Paulus Lieger sowie die Germanisten Berthold Sengschmitt, Hugo Mareta und Meinrad Sadil. Als Musiker erlangten Karlmann Pachschmidt und Theodor Zwettler Bedeutung. In der Seelsorge ragen Honorius Kraus, Urban Loritz, Hermann Schubert und Adolf Kern heraus. Mit Othmar Helferstorfer, Clemens Kickh und Cölestin Wolfsgruber stellte das Schottenstift darüber hinaus über 70 Jahre lang den Hofprediger an der Wiener Hofkapelle. Politisch als Wiener Gemeinderäte aktiv waren die Stiftsprioren Edmund Götz und Stephan Fellner.
Doch nicht nur im Kloster selbst, auch in dessen Umfeld finden sich bedeutende Persönlichkeiten. In die Mitte des 16. Jahrhunderts fällt die schriftstellerische Tätigkeit des Schottenschulmeisters Wolfgang Schmeltzl, sein Nachfolger war Johann Rasch. Um 1700 war der große Barockmusiker Johann Joseph Fux Stiftsorganist, die gleiche Funktion bekleidete Johann Baptist Henneberg. Als Regenschori des Schottenstiftes dienten die späteren Hofkapellmeister Joseph von Eybler und Ignaz Aßmayer. Der Jurist Christoph Sonnleithner war Hofrichter des Stiftes.

## Inkorporierte Pfarren
Heute dem Schottenstift inkorporiert sind neben der Stiftspfarre die Pfarren St. Ulrich, Breitenlee, Enzersfeld, Kleinengersdorf, Gaweinstal, Höbersbrunn, Schottenfeld, Stammersdorf, Enzersdorf im Thale und Eggendorf im Thale; nicht alle von ihnen werden aber von Schottenpatres seelsorglich betreut. Nicht mehr zum Schottenkloster gehören die Pfarren Gumpendorf, Laab, Martinsdorf, Platt, Pulkau, Waitzendorf, Watzelsdorf und Zellerndorf.

## Museum im Schottenstift

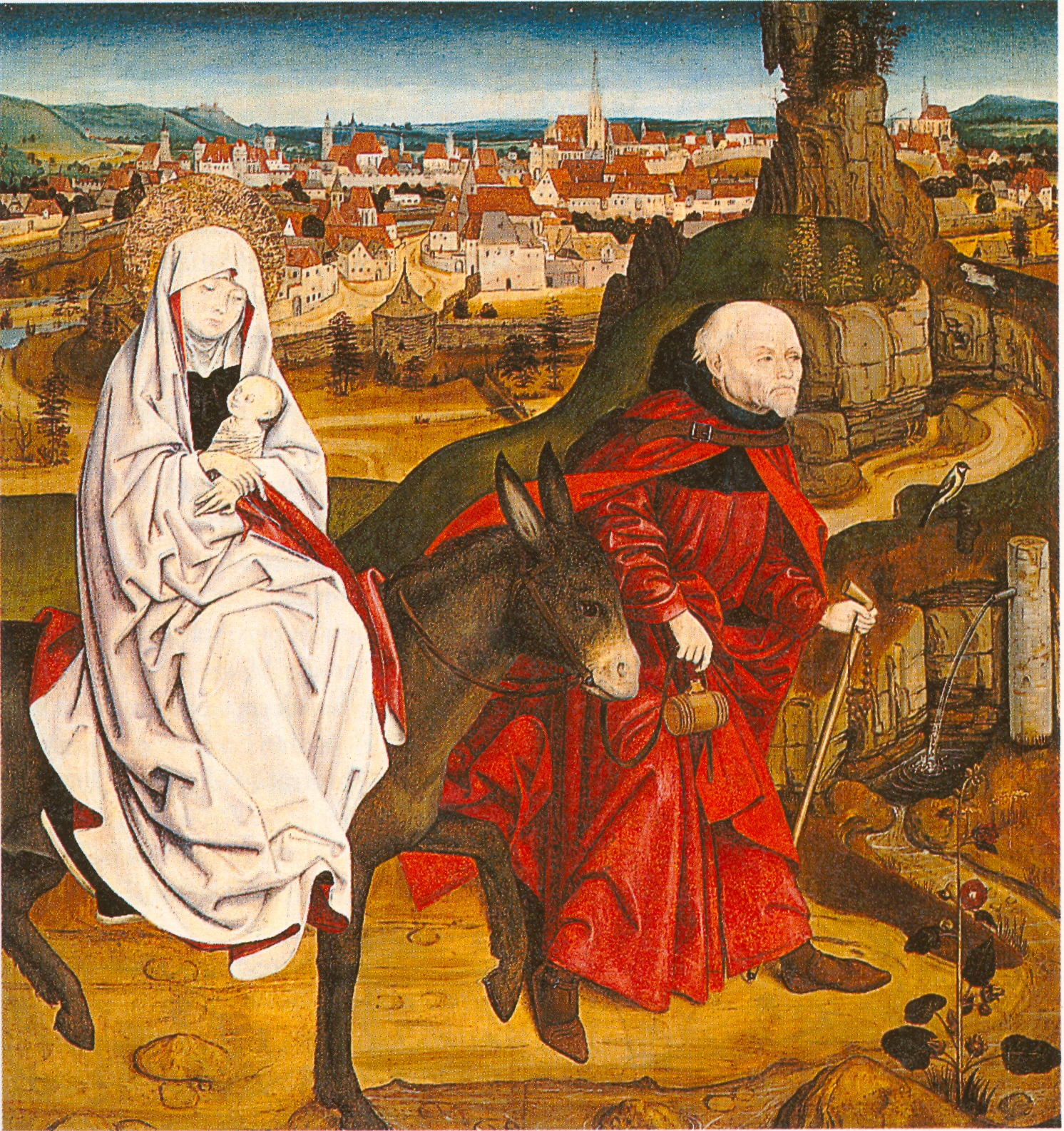
Meister des Wiener Schottenaltars: Flucht nach Ägypten (Detail), um 1470

Die ehemalige Prälatur des Schottenstiftes beherbergt heute des Museum im Schottenstift, in welchem Exponate aus den verschiedenen Sammlungen der Abtei ausgestellt sind (Gemälde, Möbel, Tapisserien, Paramente und liturgische Geräte, Handschriften und Drucke).
Hauptattraktion ist der Wiener Schottenaltar, ein vom sogenannten Meister des Wiener Schottenaltars ab 1469 geschaffener Flügelaltar, der bis ins 17. Jahrhundert als Hochaltar der Schottenkirche gedient haben dürfte. Dieser ist nicht nur ein bedeutendes Kunstwerk der Spätgotik in Österreich, sondern aufgrund seiner detaillierten und topographisch richtigen Stadtansichten von Wien und Krems als Hintergrundlandschaften auch eine wichtige historische Bildquelle.
Schwerpunkte der Gemäldesammlung liegen auf der flämischen, holländischen und österreichischen Malerei des 16., 17. und 18. Jahrhunderts sowie auf der Wiener Biedermeiermalerei. Gezeigt werden neben religiösen Darstellungen (Peter Paul Rubens, Joachim Beuckelaer, Marten de Vos, Orazio Samacchini, Jan Cossiers, Tobias Pock, Johann Spillenberger, Johann Heiss, Peter Strudel, Giovanni Battista Pittoni, Franz Christoph Janneck, Franz Anton Maulbertsch, Franz Josef Dobiaschofsky) auch Porträts (Christopher Paudiß, Christian Seybold), Landschaftsmalerei (Gillis van Coninxloo, Joos de Momper, Maximilian Joseph Schinnagl, Christian Hilfgott Brand, Johann Leonhard Herrlein, Albert Christoph Dies, Jakob Alt, Thomas Ender, Luigi Bisi), Stillleben (Carstian Luyckx, Alexander Coosemans, Nicolaes van Verendael, Franz Werner Tamm, Philipp von Purgau, Johann Baptist Drechsler, Johann Knapp) und Genremalerei (Simon de Vos, Cornelis Bega, Egbert van Heemskerk, Jan van der Bent, Adriaen de Gryeff, Jan Pieter van Bredael, Johann Peter Krafft). Im Prälatensaal ist das ehemalige barocke Hochaltarbild Himmlische Glorie (1671) von Joachim von Sandrart zu sehen.

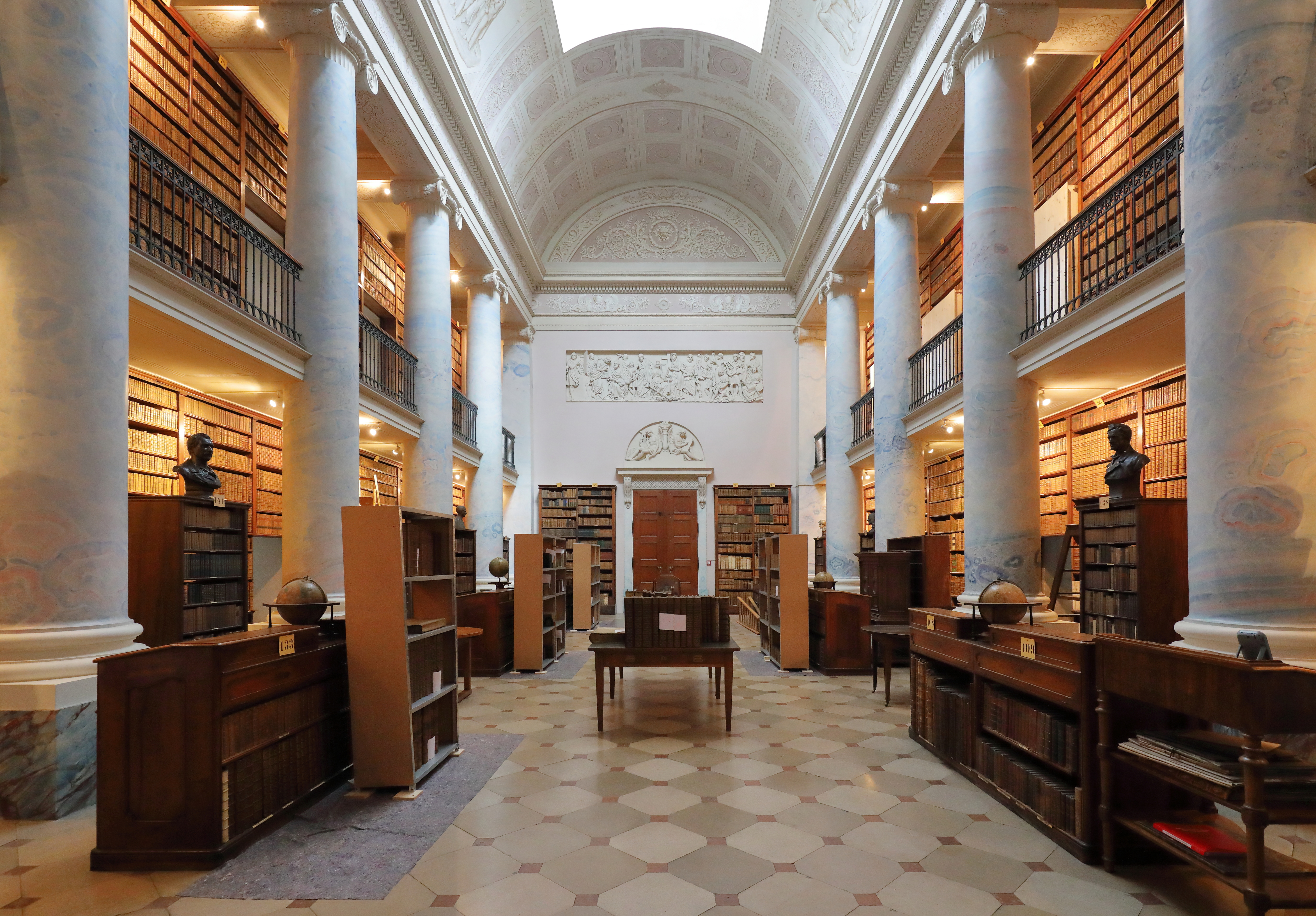
Die Bibliothek des Stiftes; im Zuge des Neubaus des Konventgebäudes in den Jahren 1828 bis 1832 im klassizistischen Stil neu errichtet

Außerdem zu besichtigen sind eine Dokumentation zur Stiftsgeschichte und den Stiftspfarren sowie ein naturhistorisches Kabinett. Ausschließlich im Rahmen von Führungen zugänglich ist die nach Plänen Joseph Kornhäusels errichtete klassizistische Bibliothek des Klosters.

## Archiv und Sammlungen
Das Archiv des Schottenstifts beherbergt eine Vielzahl historischer Dokumente, die die lange Geschichte des Klosters und seiner Beziehungen zu bedeutenden Persönlichkeiten des Mittelalters dokumentieren. Ein Beispiel ist die Wiederentdeckung einer Urkunde Kaiser Friedrichs II. vom November 1250, in der der Markgraf Oberto Pallavicino ermächtigt wird, Personen aus Piacenza und seinem eigenen Gebiet kaiserliche Gnade zu gewähren und Strafurteile zu erlassen. Diese Urkunde galt lange als verschollen und wurde erst 2011 in einer Fragmentenkiste des Schottenstifts gefunden. Sie stellt das letzte bekannte Dokument dar, das Friedrich II. zu Lebzeiten ausstellen ließ, und wurde 2012 von Maximilian Alexander Trofaier wissenschaftlich veröffentlicht.

## Straßenbenennungen
In Wien sind bzw. waren einige Straßen, Gassen, Plätze und auch Bezirksteile nach dem Schottenstift sowie einzelnen Äbten und Mönchen benannt: Schottenbastei, Schottengasse, Schottenring, Schottentor, Schottenviertel, Freyung und Helferstorferstraße (früher Schottensteig) in der Inneren Stadt; Schottenfeld, Schottenfeldgasse, Hermanngasse, Sigmundsgasse, Spindlergasse (heute Döblergasse), Urban-Loritz-Platz und Zitterhofergasse am Neubau; Neuschottengasse (heute Teil der Piaristengasse), Schottentorgasse (heute Florianigasse), Bennogasse und Bennoplatz in der Josefstadt; Schottenpoint, Schottenberg bzw. Schottenbühel (heute Berggasse), Schottenau und Neuer Schottenfriedhof am Alsergrund; Schottenwald und Schottenhof in Penzing; Auf der Schottenwiese und Schottenhof (Ottakringer Freihof) in Ottakring; Wolfsgrubergasse in Döbling; sowie Schottenau und Schottenaustraße in der Brigittenau.

## Briefmarke
Am 7. Oktober 1994 brachte die Österreichische Post eine Dauermarke der Briefmarkenserie Kunstwerke aus Stiften und Klöstern in Österreich mit der Schottenmadonna als Motiv im Wert von 30,00 Schilling heraus. Bereits am 28. November 1975 war eine Weihnachtsmarke mit einem Ausschnitt der Tafel Geburt Christi des Wiener Schottenaltars als Motiv im Wert von 2,00 Schilling erschienen.